# Pagudpud
Pagudpud (Bayan ng Pagudpud) är en kommun i Filippinerna. Kommunen ligger på ön Luzon, och tillhör provinsen Norra Ilocos. Folkmängden uppgår till 19 315 invånare.

## Barangayer
Pagudpud är indelat i 16 barangayer.
| - Aggasi - Baduang - Balaoi - Burayoc - Caunayan - Dampig - Ligaya - Pancian | - Pasaleng - Poblacion 1 - Poblacion 2 - Saguigui - Saud - Subec - Tarrag - Caparispisan |

## Bildgalleri

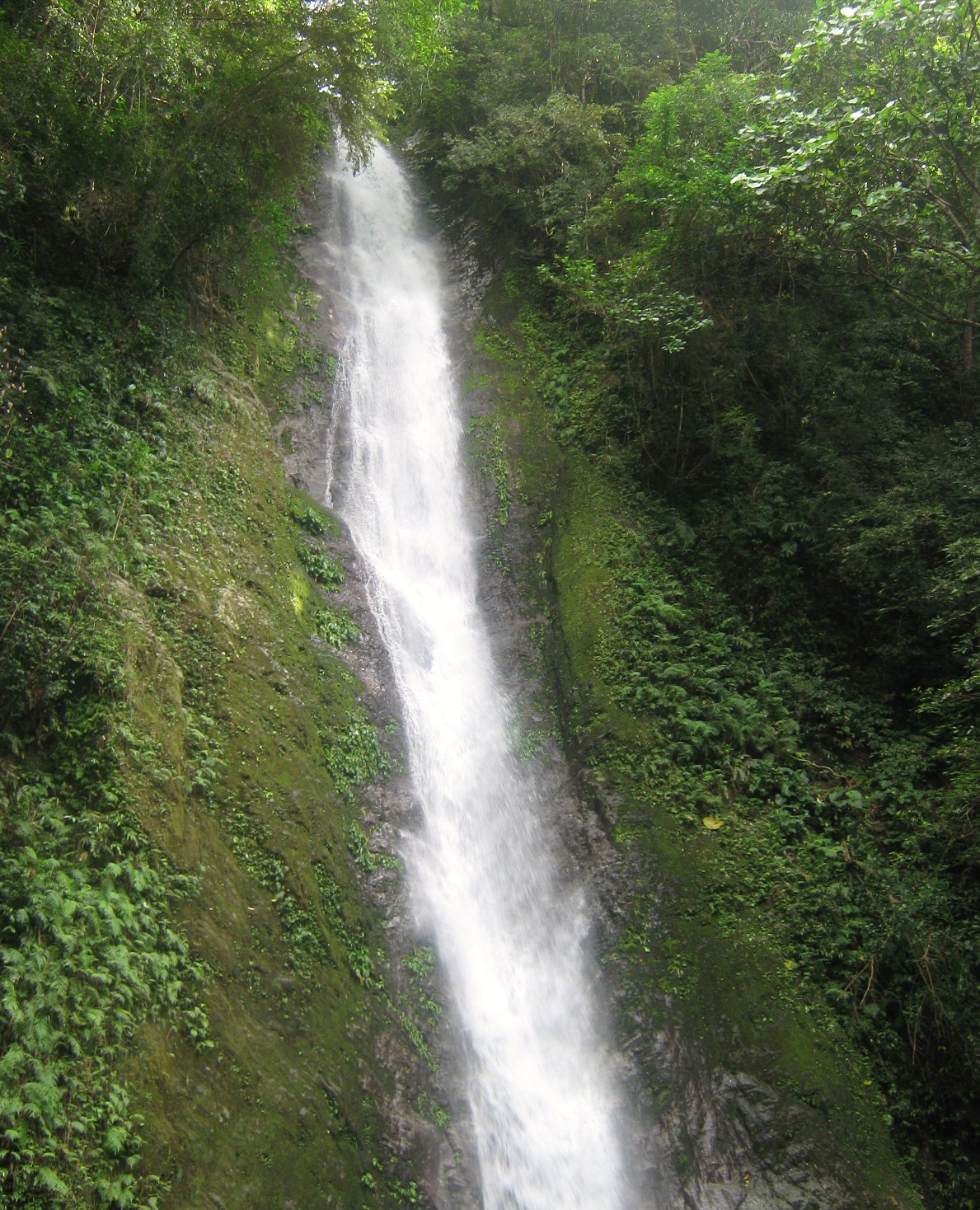
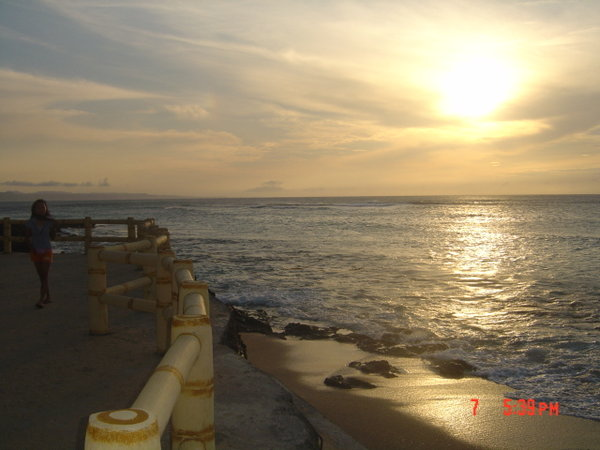
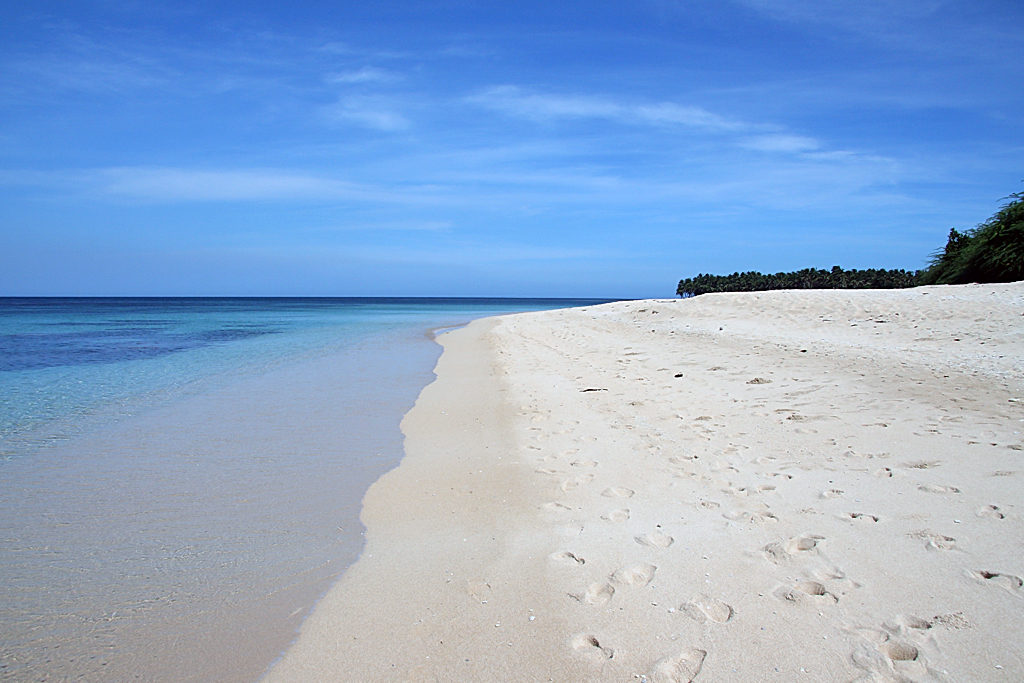
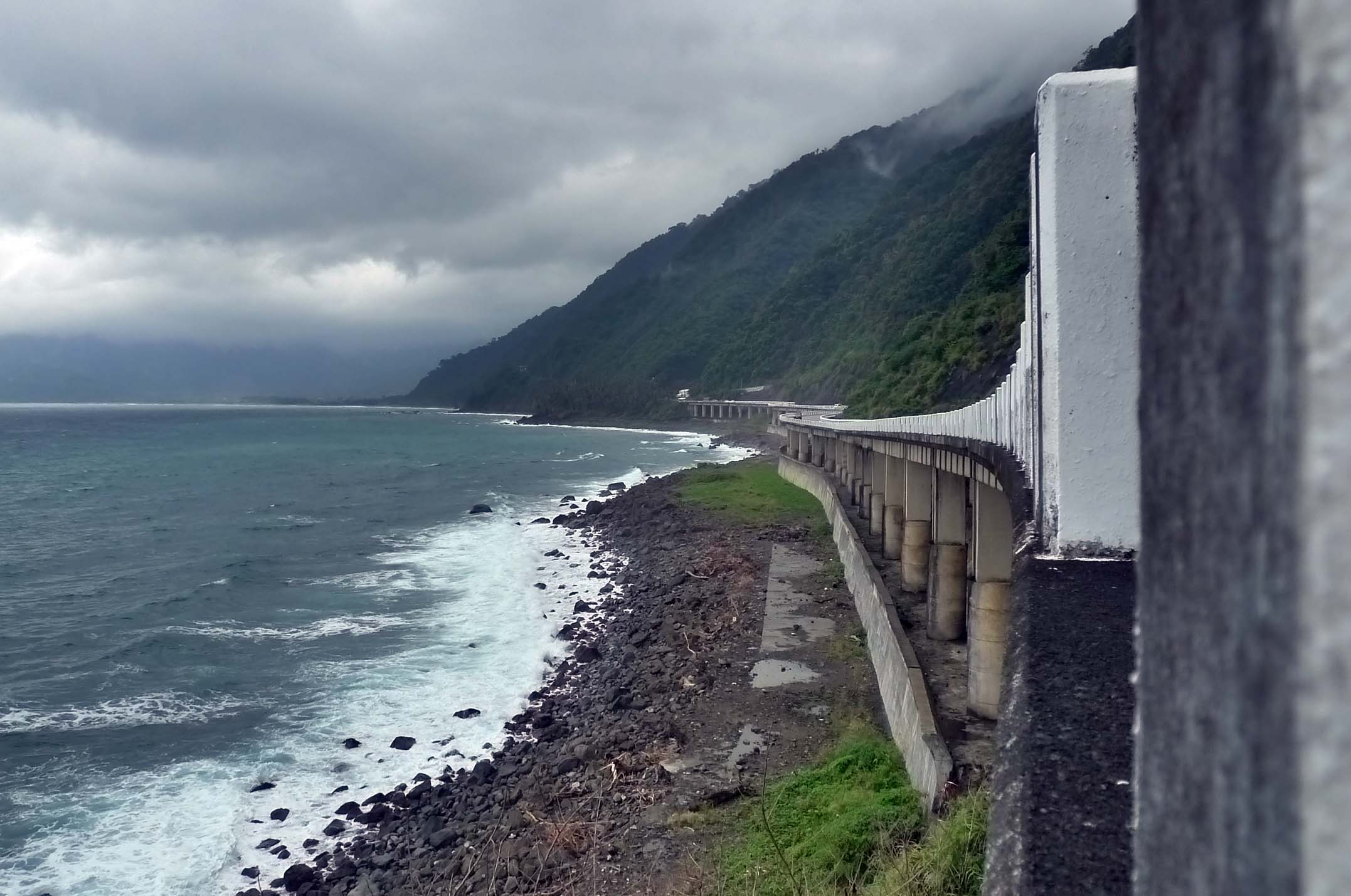